# Luigi III di Francia

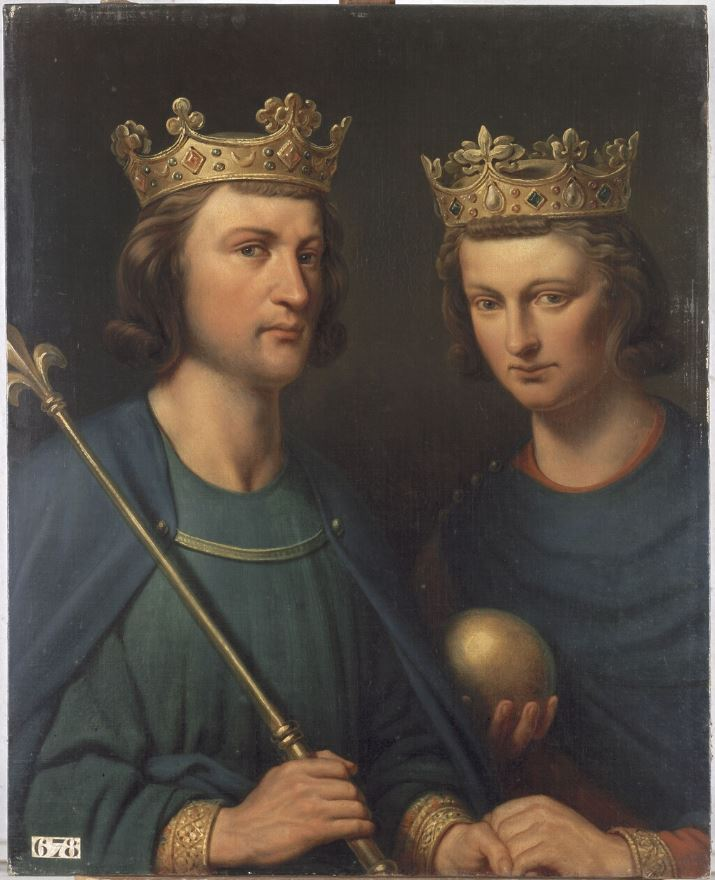
Luigi III con il fratello Carlomanno.

Ludovico, detto anche Luigi il Giovane (863/5 oppure 864 – Saint-Denis, 5 agosto 882), è stato re dei Franchi occidentali dal 879 fino alla sua morte.

## Origine

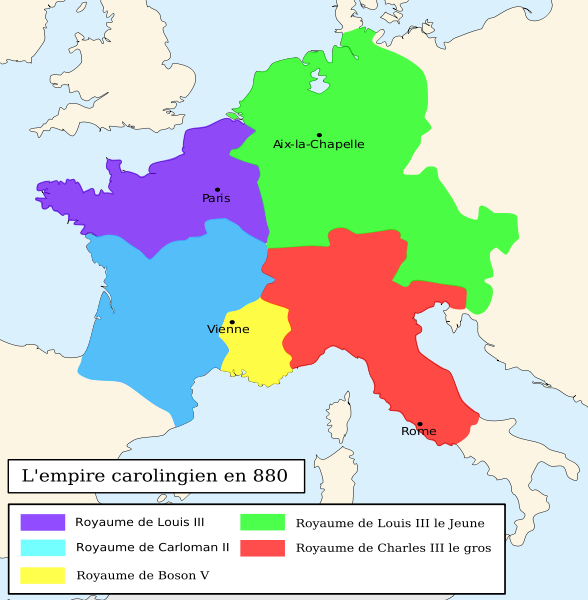
L'impero Carolingio alla morte di Luigi II il Balbo. In viola il regno di Luigi III.

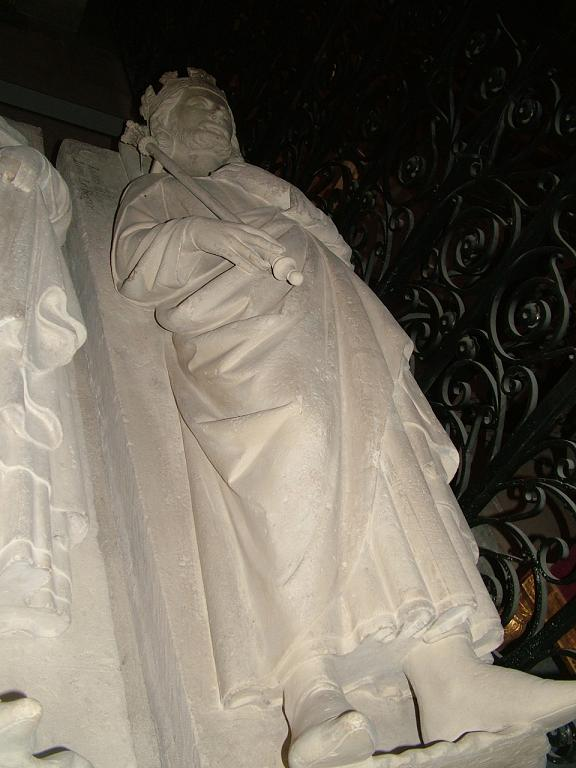
Monumento funebre di Luigi III.

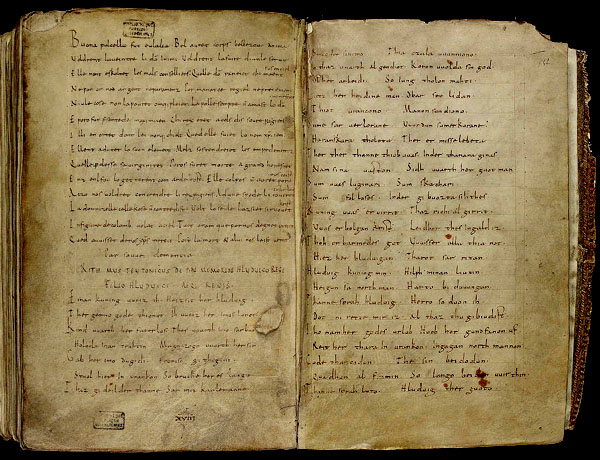
Le prime due pagine del Ludwigslied (canzone per Luigi), scritta in onore della vittoria di Saucourt, contro i Vichinghi.

Era il primogenito di Luigi II il Balbo, re dei Franchi occidentali, re di Lotaringia, re di Provenza e re di Aquitania e della prima moglie Ansgarda di Borgogna figlia del conte Arduino di Borgogna e di Wisemberga. I due si erano sposati segretamente e, secondo il cronista Reginone, contro il volere di Carlo il Calvo.

## Biografia
Nell'875 Luigi II il Balbo, per volere di suo padre Carlo il Calvo, divorziò da Ansgarda madre di Luigi il Giovane con la disapprovazione del papa Giovanni VIII che, il 7 settembre 878 a Troyes, rifiutò di incoronare regina dei Franchi occidentali la nuova moglie di Luigi il Balbo, Adelaide del Friuli.
Alla morte del padre, nell'879, si batté unitamente alla madre e al fratello Carlomanno per la successione al trono accusando Adelaide del Friuli di adulterio. Adelaide, che era incinta del figlio Carlo il Semplice, mise in discussione la legittimità della successione al trono dei figli di primo letto che Luigi aveva avuto da Ansgarda. Luigi III e Carlomanno II, con l'appoggio dell'arcivescovo di Reims Incmaro, fatto dichiarare nullo il divorzio della madre furono riconosciuti eredi legittimi salirono congiuntamante sui troni di Francia e di Aquitania, e furono incoronati entrambi a Ferrières-en-Gâtinais nell'879. A loro spettavano anche i regni di Provenza e di Lotaringia occidentale, ma quest'ultimo fu ceduto nell'880 al cugino, il re dei Franchi orientali Ludovico III il Giovane, re di Franconia e Sassonia, che nel febbraio dello stesso anno riconobbe finalmente la sovranità dei cugini con il trattato di Ribemont.
Luigi e Carlomanno nel marzo 880 si divisero i regni tra loro. A Luigi andò la Francia occidentale e la Neustria (il regno dei Franchi occidentali) mentre a Carlomanno andarono l'Aquitania, la Settimania, la Borgogna occidentale (il regno di Aquitania) e la Provenza.
La nobiltà della Provenza e della Borgogna Cisgiurana però non accettò Carlomanno come re ed elesse Bosone re di Provenza.
Dopo la spartizione Luigi e Carlomanno (estate 880) si allearono con il cugino Carlo il Grosso, re di Alemannia, da poco eletto re d'Italia e futuro imperatore. Prima mossero guerra contro Ugo, figlio naturale di Lotario II, che pretendeva il ducato di Lorena (eredità paterna toltagli in quanto figlio illegittimo) poi, dato che Carlomanno non riusciva a imporsi su Bosone, i tre alleati mossero in suo aiuto invadendo la Provenza e conquistarono Mâcon, una parte del regno di Provenza e, in agosto, fu posto l'assedio a Vienne dove Bosone si era asserragliato. A novembre l'assedio fu tolto causa la defezione di Carlo il Grosso che dovette recarsi a Roma per ricevere la corona imperiale dalle mani del papa Giovanni VIII. La città, difesa dalla regina Ermengarda d'Italia, cadde solo nell'882 dopo che era stata nuovamente assediata dal conte di Autun Riccardo di Borgogna. Comunque Bosone non si arrese e continuò a difendere il suo regno.
Nel frattempo i Vichinghi, pirati provenienti dalla Danimarca, ripresero le loro incursioni sulle coste settentrionali della Francia partendo dalle loro basi situate nella Frisia Occidentale. Luigi mobilitò un esercito contro di loro e li sbaragliò nell'881 a Saucourt, villaggio sulla Somme nei pressi di Abbeville. In seguito attaccò i Normanni che razziavano lungo le sponde della Loira.
Luigi III morì il 5 agosto dell'882 a Saint-Denis. Secondo lo storico Christian Settipani, esperto di genealogie, durante un gioco amoroso a Tours inseguì a cavallo una fanciulla e passando sotto un basso portale sbatté contro l'architrave. L'urto fu talmente violento che gli fracassò la testa e ne provocò la morte dopo non molto. Fu sepolto nell'abbazia reale di Saint-Denis.
Non avendo eredi gli successe Carlomanno con cui aveva già diviso il governo della Francia.

## Discendenza
Di Luigi non si conosce alcuna discendenza.

## Ascendenza
|                      |   |                        | Genitori              |  |  | Nonni |  |  | Bisnonni        |  |  | Trisnonni  |  |
|                      |   |                        |                       |  |  |       |  |  | Ludovico il Pio |  |  | Carlomagno |  |
|                      |   |                        |                       |  |  |       |  |  | Ludovico il Pio |  |  | Carlomagno |  |
|                      |   | Hildegard              |                       |  |  |       |  |  | Ludovico il Pio |  |  |            |  |
| Carlo il Calvo       |   |                        |                       |  |  |       |  |  | Ludovico il Pio |  |  |            |  |
|                      |   | Giuditta di Baviera    | Guelfo I              |  |  |       |  |  |                 |  |  |            |  |
|                      |   | Giuditta di Baviera    | Guelfo I              |  |  |       |  |  |                 |  |  |            |  |
|                      |   | Giuditta di Baviera    | Hedwig di Baviera     |  |  |       |  |  |                 |  |  |            |  |
| Luigi II di Francia  |   | Giuditta di Baviera    |                       |  |  |       |  |  |                 |  |  |            |  |
|                      |   | Oddone d'Orléans       | Adrian d'Orléans      |  |  |       |  |  |                 |  |  |            |  |
|                      |   | Oddone d'Orléans       | Adrian d'Orléans      |  |  |       |  |  |                 |  |  |            |  |
|                      |   | Oddone d'Orléans       | Waldrada d'Orléans    |  |  |       |  |  |                 |  |  |            |  |
| Ermentrude d'Orléans |   | Oddone d'Orléans       |                       |  |  |       |  |  |                 |  |  |            |  |
|                      |   | Engeltrude di Fézensac | Leotardo II di Parigi |  |  |       |  |  |                 |  |  |            |  |
|                      |   | Engeltrude di Fézensac | Leotardo II di Parigi |  |  |       |  |  |                 |  |  |            |  |
|                      |   | Engeltrude di Fézensac | Grimilde              |  |  |       |  |  |                 |  |  |            |  |
| Luigi III di Francia |   | Engeltrude di Fézensac |                       |  |  |       |  |  |                 |  |  |            |  |
|                      | … | …                      |                       |  |  |       |  |  |                 |  |  |            |  |
|                      | … | …                      |                       |  |  |       |  |  |                 |  |  |            |  |
|                      | … | …                      |                       |  |  |       |  |  |                 |  |  |            |  |
| Arduino di Borgogna  | … |                        |                       |  |  |       |  |  |                 |  |  |            |  |
|                      |   | …                      | …                     |  |  |       |  |  |                 |  |  |            |  |
|                      |   | …                      | …                     |  |  |       |  |  |                 |  |  |            |  |
|                      |   | …                      | …                     |  |  |       |  |  |                 |  |  |            |  |
| Ansgarda di Borgogna |   | …                      |                       |  |  |       |  |  |                 |  |  |            |  |
|                      |   | …                      | …                     |  |  |       |  |  |                 |  |  |            |  |
|                      |   | …                      | …                     |  |  |       |  |  |                 |  |  |            |  |
|                      |   | …                      | …                     |  |  |       |  |  |                 |  |  |            |  |
| Wisemberga           |   | …                      |                       |  |  |       |  |  |                 |  |  |            |  |
|                      |   | …                      | …                     |  |  |       |  |  |                 |  |  |            |  |
|                      |   | …                      | …                     |  |  |       |  |  |                 |  |  |            |  |
|                      |   | …                      | …                     |  |  |       |  |  |                 |  |  |            |  |
|                      |   | …                      |                       |  |  |       |  |  |                 |  |  |            |  |

### Fonti primarie
- (LA)  Monumenta Germanica Historica, tomus IX.
- (LA)  Annales Bertiniani.
- (LA)  Monumenta Germanica Historica, tomus I.

### Letteratura storiografica
- René Poupardin, I regni carolingi (840-918), in «Storia del mondo medievale», vol. II, 1979, pp. 583–635
- Allen Mayer, I vichinghi, in «Storia del mondo medievale», vol. II, 1979, pp. 734–769